# Лопес, Кристиан
Кристиан Лопес (фр. Christian Lopez; 15 марта 1953, Айн-Темушент, Алжир) — французский футболист, защитник национальной сборной Франции. Выступал за французские клубы «Сент-Этьен», «Тулуза» и «Монпелье».

## Клубная карьера
В профессиональном футболе дебютировал в 1969 году выступлениями за клуба «Сент-Этьен», в котором провёл тринадцать сезонов, приняв участие в 350 матчах чемпионата. Большую часть времени, проведённого в составе «Сент-Этьена», был основным игроком защиты команды.
Впоследствии 1982 по 1986 год играл в составе команд клубов «Тулуза» и «Монпелье». Завершил профессиональную игровую карьеру в клубе «Монтелимар», за который выступал один сезон. Всего в высшем дивизионе чемпионата Франции провёл 14 сезонов. Сыграл 429 матчей и забил 28 голов.

### Статистика
| Сезон   | Клуб       | Чемпионат | Матчи | Голы |
| ------- | ---------- | --------- | ----- | ---- |
| 1971/72 | Сент-Этьен | Лига 1    | 19    | 0    |
| 1972/73 | Сент-Этьен | Лига 1    | 18    | 1    |
| 1973/74 | Сент-Этьен | Лига 1    | 23    | 4    |
| 1974/75 | Сент-Этьен | Лига 1    | 37    | 4    |
| 1975/76 | Сент-Этьен | Лига 1    | 38    | 1    |
| 1976/77 | Сент-Этьен | Лига 1    | 38    | 4    |
| 1977/78 | Сент-Этьен | Лига 1    | 36    | 2    |
| 1978/79 | Сент-Этьен | Лига 1    | 38    | 2    |
| 1979/80 | Сент-Этьен | Лига 1    | 27    | 1    |
| 1980/81 | Сент-Этьен | Лига 1    | 38    | 1    |
| 1981/82 | Сент-Этьен | Лига 1    | 38    | 1    |
| 1982/83 | Тулуза     | Лига 1    | 37    | 6    |
| 1983/84 | Тулуза     | Лига 1    | 31    | 1    |
| 1984/85 | Тулуза     | Лига 1    | 11    | 0    |
| 1985/86 | Монпелье   | Лига 1    | 24    | 2    |

### Еврокубки
Кристиан Лопес провёл все свои 7 сезонов в клубных турнирах УЕФА в составе «Сент-Этьена», сыграв 43 игры, и отметившись тремя голами. Лучшее достижение — финал Кубка чемпионов 1975/76, который прошёл 12 мая в Глазго на стадионе Хемпден Парк, где французы уступили мюнхенской «Баварии» — 0:1.
Дебют Лопеса пришёлся на первый матч 1/16 финала Кубка чемпионов 1974/75 против «Спортинга» из Лиссабона. Эта игра состоялась в Сент-Этьене и завершилась победой хозяев 2:0.
Первый гол в еврокубках забил в матче 1/8 финала Кубка УЕФА 1979/80 в ворота «Ариса» из Салоник. «Сент-Этьен» победил — 4:1. Второй мяч забил в розыгрыше Кубка УЕФА 1980/81 в ворота финского «Куопио Паллосаура». Это был 1/32 финала в котором хозяева разгромили гостей — 7:0.
В квалификационном раунде Кубка чемпионов 1981/82 в первой игре с берлинским «Динамо» на своём стадионе «Жеффри-Гишар», которая завершилась вничью — 1:1, стал автором обоих мячей. В первом тайме отличился автоголом, а во втором — сравнял счёт. Это был третий и последний мяч Кристиана в Кубках Европы.
Ответная игра в Берлине завершилась со счётом 2:0 в пользу немцев. Этим матчем и закончились выступления Лопеса на европейской клубной арене.

#### Статистика выступлений в еврокубках
| Сезон            | Клуб             | Турнир          | Достижения    | Матчи | Голы |
| ---------------- | ---------------- | --------------- | ------------- | ----- | ---- |
| 1974/75          | Сент-Этьен       | Кубок чемпионов | 1/32 финала   | 8     | 0    |
| 1975/76          | Сент-Этьен       | Кубок чемпионов | Финалист      | 9     | 0    |
| 1976/77          | Сент-Этьен       | Кубок чемпионов | 1/4 финала    | 6     | 0    |
| 1977/78          | Сент-Этьен       | Кубок кубков    | 1/16 финала   | 2     | 0    |
| 1979/80          | Сент-Этьен       | Кубок УЕФА      | 1/4 финала    | 8     | 1    |
| 1980/81          | Сент-Этьен       | Кубок УЕФА      | 1/4 финала    | 8     | 1    |
| 1981/82          | Сент-Этьен       | Кубок чемпионов | Квалиф. раунд | 2     | 1    |
| Всего за карьеру | Всего за карьеру | 7 евросезонов   | 7 евросезонов | 43    | 3    |

### Статистика по турнирам
| Турнир                      | Сезоны | Матчи | Голы |
| --------------------------- | ------ | ----- | ---- |
| Кубок европейских чемпионов | 4      | 25    | 1    |
| Кубок кубков                | 1      | 2     | 0    |
| Кубок УЕФА                  | 2      | 16    | 2    |

## Выступления за сборную
На протяжении карьеры в национальной команде, которая длилась 7 лет и 4 месяца, провёл в форме главной команды страны 39 матчей, забив 1 гол.
26 марта 1975 года дебютировал в официальных матчах в составе сборной Франции. В Париже на Парк де Пренс Франция в товарищеском матче победила сборную Венгрии — 2:0.
Последним его выступлением за сборную стал матч за третье место на чемпионате мира 1982 года. 10 июля в Аликанте сборная Польши обыграла «синих» — 3:2. Лопес вышел на замену в середине второго тайма.
Единственный мяч в составе национальной сборной забил на чемпионате мира 1978 года. 10 июня в Мар-дель-Плате в третьем и последнем матче группового турнира Франция победила сборную Венгрии — 3:1. Кристиан открыл счёт в середине первого тайма.

### Статистика матчей за сборную
| Турнир             | Матчи | Победы | Ничьи | Поражения | Голы |
| ------------------ | ----- | ------ | ----- | --------- | ---- |
| Товарищеские матчи | 17    | 11     | 1     | 5         | 0    |
| Квалификация к ЧЕ  | 6     | 3      | 2     | 1         | 0    |
| Чемпионат мира     | 6     | 2      | 1     | 3         | 1    |
| Квалификация к ЧМ  | 10    | 5      | 1     | 4         | 0    |
| Всего              | 39    | 21     | 5     | 13        | 1    |

### На чемпионатах мира и Европы
В составе сборной был участником:
- Чемпионат мира 1978 года в Аргентине, на котором «трехцветные» заняли 3-е место в группе.
- Чемпионат мира 1982 года в Испании, где французы заняли 4-е место.

| Год  | Турнир         | Место | Матчи | Победы | Ничьи | Поражения | Голы |
| ---- | -------------- | ----- | ----- | ------ | ----- | --------- | ---- |
| 1978 | Чемпионат мира | 12    | 2     | 1      | 0     | 1         | 1    |
| 1982 | Чемпионат мира | 4     | 4     | 1      | 1     | 2         | 0    |